# 15282 Franzmarc
15282 Franzmarc eller 1991 RX4 är en asteroid i huvudbältet som upptäcktes den 13 september 1991 av de båda tyska astronomen Freimut Börngen och Lutz D. Schmadel vid Tautenburg-observatoriet. Den är uppkallad efter den franske målaren Franz Marc.
Asteroiden har en diameter på ungefär 7 kilometer.